# Jindřich Fritz
Jindřich Fritz, (15 juin 1912, Prague —  9 novembre 1984) est un compositeur d'études d'échecs tchèque. Il a reçu le titre de Grand maître international pour la composition échiquéenne en 1976.

## Une étude de Jindřich Fritz
|   | a | b | c | d | e | f | g | h |   |
| 8 | Roi noir sur case blanche a8 · Tour noire sur case noire a7 · Tour blanche sur case noire c7 · Roi blanc sur case blanche d7 · Pion blanc sur case blanche b5 · Pion blanc sur case noire e5 · Cavalier noir sur case noire f4 | Roi noir sur case blanche a8 · Tour noire sur case noire a7 · Tour blanche sur case noire c7 · Roi blanc sur case blanche d7 · Pion blanc sur case blanche b5 · Pion blanc sur case noire e5 · Cavalier noir sur case noire f4 | Roi noir sur case blanche a8 · Tour noire sur case noire a7 · Tour blanche sur case noire c7 · Roi blanc sur case blanche d7 · Pion blanc sur case blanche b5 · Pion blanc sur case noire e5 · Cavalier noir sur case noire f4 | Roi noir sur case blanche a8 · Tour noire sur case noire a7 · Tour blanche sur case noire c7 · Roi blanc sur case blanche d7 · Pion blanc sur case blanche b5 · Pion blanc sur case noire e5 · Cavalier noir sur case noire f4 | Roi noir sur case blanche a8 · Tour noire sur case noire a7 · Tour blanche sur case noire c7 · Roi blanc sur case blanche d7 · Pion blanc sur case blanche b5 · Pion blanc sur case noire e5 · Cavalier noir sur case noire f4 | Roi noir sur case blanche a8 · Tour noire sur case noire a7 · Tour blanche sur case noire c7 · Roi blanc sur case blanche d7 · Pion blanc sur case blanche b5 · Pion blanc sur case noire e5 · Cavalier noir sur case noire f4 | Roi noir sur case blanche a8 · Tour noire sur case noire a7 · Tour blanche sur case noire c7 · Roi blanc sur case blanche d7 · Pion blanc sur case blanche b5 · Pion blanc sur case noire e5 · Cavalier noir sur case noire f4 | Roi noir sur case blanche a8 · Tour noire sur case noire a7 · Tour blanche sur case noire c7 · Roi blanc sur case blanche d7 · Pion blanc sur case blanche b5 · Pion blanc sur case noire e5 · Cavalier noir sur case noire f4 | 8 |
| 7 | Roi noir sur case blanche a8 · Tour noire sur case noire a7 · Tour blanche sur case noire c7 · Roi blanc sur case blanche d7 · Pion blanc sur case blanche b5 · Pion blanc sur case noire e5 · Cavalier noir sur case noire f4 | Roi noir sur case blanche a8 · Tour noire sur case noire a7 · Tour blanche sur case noire c7 · Roi blanc sur case blanche d7 · Pion blanc sur case blanche b5 · Pion blanc sur case noire e5 · Cavalier noir sur case noire f4 | Roi noir sur case blanche a8 · Tour noire sur case noire a7 · Tour blanche sur case noire c7 · Roi blanc sur case blanche d7 · Pion blanc sur case blanche b5 · Pion blanc sur case noire e5 · Cavalier noir sur case noire f4 | Roi noir sur case blanche a8 · Tour noire sur case noire a7 · Tour blanche sur case noire c7 · Roi blanc sur case blanche d7 · Pion blanc sur case blanche b5 · Pion blanc sur case noire e5 · Cavalier noir sur case noire f4 | Roi noir sur case blanche a8 · Tour noire sur case noire a7 · Tour blanche sur case noire c7 · Roi blanc sur case blanche d7 · Pion blanc sur case blanche b5 · Pion blanc sur case noire e5 · Cavalier noir sur case noire f4 | Roi noir sur case blanche a8 · Tour noire sur case noire a7 · Tour blanche sur case noire c7 · Roi blanc sur case blanche d7 · Pion blanc sur case blanche b5 · Pion blanc sur case noire e5 · Cavalier noir sur case noire f4 | Roi noir sur case blanche a8 · Tour noire sur case noire a7 · Tour blanche sur case noire c7 · Roi blanc sur case blanche d7 · Pion blanc sur case blanche b5 · Pion blanc sur case noire e5 · Cavalier noir sur case noire f4 | Roi noir sur case blanche a8 · Tour noire sur case noire a7 · Tour blanche sur case noire c7 · Roi blanc sur case blanche d7 · Pion blanc sur case blanche b5 · Pion blanc sur case noire e5 · Cavalier noir sur case noire f4 | 7 |
| 6 | Roi noir sur case blanche a8 · Tour noire sur case noire a7 · Tour blanche sur case noire c7 · Roi blanc sur case blanche d7 · Pion blanc sur case blanche b5 · Pion blanc sur case noire e5 · Cavalier noir sur case noire f4 | Roi noir sur case blanche a8 · Tour noire sur case noire a7 · Tour blanche sur case noire c7 · Roi blanc sur case blanche d7 · Pion blanc sur case blanche b5 · Pion blanc sur case noire e5 · Cavalier noir sur case noire f4 | Roi noir sur case blanche a8 · Tour noire sur case noire a7 · Tour blanche sur case noire c7 · Roi blanc sur case blanche d7 · Pion blanc sur case blanche b5 · Pion blanc sur case noire e5 · Cavalier noir sur case noire f4 | Roi noir sur case blanche a8 · Tour noire sur case noire a7 · Tour blanche sur case noire c7 · Roi blanc sur case blanche d7 · Pion blanc sur case blanche b5 · Pion blanc sur case noire e5 · Cavalier noir sur case noire f4 | Roi noir sur case blanche a8 · Tour noire sur case noire a7 · Tour blanche sur case noire c7 · Roi blanc sur case blanche d7 · Pion blanc sur case blanche b5 · Pion blanc sur case noire e5 · Cavalier noir sur case noire f4 | Roi noir sur case blanche a8 · Tour noire sur case noire a7 · Tour blanche sur case noire c7 · Roi blanc sur case blanche d7 · Pion blanc sur case blanche b5 · Pion blanc sur case noire e5 · Cavalier noir sur case noire f4 | Roi noir sur case blanche a8 · Tour noire sur case noire a7 · Tour blanche sur case noire c7 · Roi blanc sur case blanche d7 · Pion blanc sur case blanche b5 · Pion blanc sur case noire e5 · Cavalier noir sur case noire f4 | Roi noir sur case blanche a8 · Tour noire sur case noire a7 · Tour blanche sur case noire c7 · Roi blanc sur case blanche d7 · Pion blanc sur case blanche b5 · Pion blanc sur case noire e5 · Cavalier noir sur case noire f4 | 6 |
| 5 | Roi noir sur case blanche a8 · Tour noire sur case noire a7 · Tour blanche sur case noire c7 · Roi blanc sur case blanche d7 · Pion blanc sur case blanche b5 · Pion blanc sur case noire e5 · Cavalier noir sur case noire f4 | Roi noir sur case blanche a8 · Tour noire sur case noire a7 · Tour blanche sur case noire c7 · Roi blanc sur case blanche d7 · Pion blanc sur case blanche b5 · Pion blanc sur case noire e5 · Cavalier noir sur case noire f4 | Roi noir sur case blanche a8 · Tour noire sur case noire a7 · Tour blanche sur case noire c7 · Roi blanc sur case blanche d7 · Pion blanc sur case blanche b5 · Pion blanc sur case noire e5 · Cavalier noir sur case noire f4 | Roi noir sur case blanche a8 · Tour noire sur case noire a7 · Tour blanche sur case noire c7 · Roi blanc sur case blanche d7 · Pion blanc sur case blanche b5 · Pion blanc sur case noire e5 · Cavalier noir sur case noire f4 | Roi noir sur case blanche a8 · Tour noire sur case noire a7 · Tour blanche sur case noire c7 · Roi blanc sur case blanche d7 · Pion blanc sur case blanche b5 · Pion blanc sur case noire e5 · Cavalier noir sur case noire f4 | Roi noir sur case blanche a8 · Tour noire sur case noire a7 · Tour blanche sur case noire c7 · Roi blanc sur case blanche d7 · Pion blanc sur case blanche b5 · Pion blanc sur case noire e5 · Cavalier noir sur case noire f4 | Roi noir sur case blanche a8 · Tour noire sur case noire a7 · Tour blanche sur case noire c7 · Roi blanc sur case blanche d7 · Pion blanc sur case blanche b5 · Pion blanc sur case noire e5 · Cavalier noir sur case noire f4 | Roi noir sur case blanche a8 · Tour noire sur case noire a7 · Tour blanche sur case noire c7 · Roi blanc sur case blanche d7 · Pion blanc sur case blanche b5 · Pion blanc sur case noire e5 · Cavalier noir sur case noire f4 | 5 |
| 4 | Roi noir sur case blanche a8 · Tour noire sur case noire a7 · Tour blanche sur case noire c7 · Roi blanc sur case blanche d7 · Pion blanc sur case blanche b5 · Pion blanc sur case noire e5 · Cavalier noir sur case noire f4 | Roi noir sur case blanche a8 · Tour noire sur case noire a7 · Tour blanche sur case noire c7 · Roi blanc sur case blanche d7 · Pion blanc sur case blanche b5 · Pion blanc sur case noire e5 · Cavalier noir sur case noire f4 | Roi noir sur case blanche a8 · Tour noire sur case noire a7 · Tour blanche sur case noire c7 · Roi blanc sur case blanche d7 · Pion blanc sur case blanche b5 · Pion blanc sur case noire e5 · Cavalier noir sur case noire f4 | Roi noir sur case blanche a8 · Tour noire sur case noire a7 · Tour blanche sur case noire c7 · Roi blanc sur case blanche d7 · Pion blanc sur case blanche b5 · Pion blanc sur case noire e5 · Cavalier noir sur case noire f4 | Roi noir sur case blanche a8 · Tour noire sur case noire a7 · Tour blanche sur case noire c7 · Roi blanc sur case blanche d7 · Pion blanc sur case blanche b5 · Pion blanc sur case noire e5 · Cavalier noir sur case noire f4 | Roi noir sur case blanche a8 · Tour noire sur case noire a7 · Tour blanche sur case noire c7 · Roi blanc sur case blanche d7 · Pion blanc sur case blanche b5 · Pion blanc sur case noire e5 · Cavalier noir sur case noire f4 | Roi noir sur case blanche a8 · Tour noire sur case noire a7 · Tour blanche sur case noire c7 · Roi blanc sur case blanche d7 · Pion blanc sur case blanche b5 · Pion blanc sur case noire e5 · Cavalier noir sur case noire f4 | Roi noir sur case blanche a8 · Tour noire sur case noire a7 · Tour blanche sur case noire c7 · Roi blanc sur case blanche d7 · Pion blanc sur case blanche b5 · Pion blanc sur case noire e5 · Cavalier noir sur case noire f4 | 4 |
| 3 | Roi noir sur case blanche a8 · Tour noire sur case noire a7 · Tour blanche sur case noire c7 · Roi blanc sur case blanche d7 · Pion blanc sur case blanche b5 · Pion blanc sur case noire e5 · Cavalier noir sur case noire f4 | Roi noir sur case blanche a8 · Tour noire sur case noire a7 · Tour blanche sur case noire c7 · Roi blanc sur case blanche d7 · Pion blanc sur case blanche b5 · Pion blanc sur case noire e5 · Cavalier noir sur case noire f4 | Roi noir sur case blanche a8 · Tour noire sur case noire a7 · Tour blanche sur case noire c7 · Roi blanc sur case blanche d7 · Pion blanc sur case blanche b5 · Pion blanc sur case noire e5 · Cavalier noir sur case noire f4 | Roi noir sur case blanche a8 · Tour noire sur case noire a7 · Tour blanche sur case noire c7 · Roi blanc sur case blanche d7 · Pion blanc sur case blanche b5 · Pion blanc sur case noire e5 · Cavalier noir sur case noire f4 | Roi noir sur case blanche a8 · Tour noire sur case noire a7 · Tour blanche sur case noire c7 · Roi blanc sur case blanche d7 · Pion blanc sur case blanche b5 · Pion blanc sur case noire e5 · Cavalier noir sur case noire f4 | Roi noir sur case blanche a8 · Tour noire sur case noire a7 · Tour blanche sur case noire c7 · Roi blanc sur case blanche d7 · Pion blanc sur case blanche b5 · Pion blanc sur case noire e5 · Cavalier noir sur case noire f4 | Roi noir sur case blanche a8 · Tour noire sur case noire a7 · Tour blanche sur case noire c7 · Roi blanc sur case blanche d7 · Pion blanc sur case blanche b5 · Pion blanc sur case noire e5 · Cavalier noir sur case noire f4 | Roi noir sur case blanche a8 · Tour noire sur case noire a7 · Tour blanche sur case noire c7 · Roi blanc sur case blanche d7 · Pion blanc sur case blanche b5 · Pion blanc sur case noire e5 · Cavalier noir sur case noire f4 | 3 |
| 2 | Roi noir sur case blanche a8 · Tour noire sur case noire a7 · Tour blanche sur case noire c7 · Roi blanc sur case blanche d7 · Pion blanc sur case blanche b5 · Pion blanc sur case noire e5 · Cavalier noir sur case noire f4 | Roi noir sur case blanche a8 · Tour noire sur case noire a7 · Tour blanche sur case noire c7 · Roi blanc sur case blanche d7 · Pion blanc sur case blanche b5 · Pion blanc sur case noire e5 · Cavalier noir sur case noire f4 | Roi noir sur case blanche a8 · Tour noire sur case noire a7 · Tour blanche sur case noire c7 · Roi blanc sur case blanche d7 · Pion blanc sur case blanche b5 · Pion blanc sur case noire e5 · Cavalier noir sur case noire f4 | Roi noir sur case blanche a8 · Tour noire sur case noire a7 · Tour blanche sur case noire c7 · Roi blanc sur case blanche d7 · Pion blanc sur case blanche b5 · Pion blanc sur case noire e5 · Cavalier noir sur case noire f4 | Roi noir sur case blanche a8 · Tour noire sur case noire a7 · Tour blanche sur case noire c7 · Roi blanc sur case blanche d7 · Pion blanc sur case blanche b5 · Pion blanc sur case noire e5 · Cavalier noir sur case noire f4 | Roi noir sur case blanche a8 · Tour noire sur case noire a7 · Tour blanche sur case noire c7 · Roi blanc sur case blanche d7 · Pion blanc sur case blanche b5 · Pion blanc sur case noire e5 · Cavalier noir sur case noire f4 | Roi noir sur case blanche a8 · Tour noire sur case noire a7 · Tour blanche sur case noire c7 · Roi blanc sur case blanche d7 · Pion blanc sur case blanche b5 · Pion blanc sur case noire e5 · Cavalier noir sur case noire f4 | Roi noir sur case blanche a8 · Tour noire sur case noire a7 · Tour blanche sur case noire c7 · Roi blanc sur case blanche d7 · Pion blanc sur case blanche b5 · Pion blanc sur case noire e5 · Cavalier noir sur case noire f4 | 2 |
| 1 | Roi noir sur case blanche a8 · Tour noire sur case noire a7 · Tour blanche sur case noire c7 · Roi blanc sur case blanche d7 · Pion blanc sur case blanche b5 · Pion blanc sur case noire e5 · Cavalier noir sur case noire f4 | Roi noir sur case blanche a8 · Tour noire sur case noire a7 · Tour blanche sur case noire c7 · Roi blanc sur case blanche d7 · Pion blanc sur case blanche b5 · Pion blanc sur case noire e5 · Cavalier noir sur case noire f4 | Roi noir sur case blanche a8 · Tour noire sur case noire a7 · Tour blanche sur case noire c7 · Roi blanc sur case blanche d7 · Pion blanc sur case blanche b5 · Pion blanc sur case noire e5 · Cavalier noir sur case noire f4 | Roi noir sur case blanche a8 · Tour noire sur case noire a7 · Tour blanche sur case noire c7 · Roi blanc sur case blanche d7 · Pion blanc sur case blanche b5 · Pion blanc sur case noire e5 · Cavalier noir sur case noire f4 | Roi noir sur case blanche a8 · Tour noire sur case noire a7 · Tour blanche sur case noire c7 · Roi blanc sur case blanche d7 · Pion blanc sur case blanche b5 · Pion blanc sur case noire e5 · Cavalier noir sur case noire f4 | Roi noir sur case blanche a8 · Tour noire sur case noire a7 · Tour blanche sur case noire c7 · Roi blanc sur case blanche d7 · Pion blanc sur case blanche b5 · Pion blanc sur case noire e5 · Cavalier noir sur case noire f4 | Roi noir sur case blanche a8 · Tour noire sur case noire a7 · Tour blanche sur case noire c7 · Roi blanc sur case blanche d7 · Pion blanc sur case blanche b5 · Pion blanc sur case noire e5 · Cavalier noir sur case noire f4 | Roi noir sur case blanche a8 · Tour noire sur case noire a7 · Tour blanche sur case noire c7 · Roi blanc sur case blanche d7 · Pion blanc sur case blanche b5 · Pion blanc sur case noire e5 · Cavalier noir sur case noire f4 | 1 |
|   | a | b | c | d | e | f | g | h |   |

- Solution :

1. b6   Tb7!  

2. Rc6!   Cg6! 3. T×b7 C×e5+  

4. Rc7  Cc6! 5. Ta7+!! C×a7;

6. b7 mat

## Source
- Alain Pallier, « Jindřich Fritz », Europe Échecs, mars 1993, n° 410, p. 58